# 生母養母的戰爭
《生母養母的戰爭》（英語：Losing Isaiah）是一部1995年美國劇情片，改編自賽斯·馬戈利斯的1993年同名小說，講述一名小男孩的親生母親和養母為了監護權而展開爭鬥。電影由史帝芬·吉倫荷執導，娜歐蜜·芳納·吉倫荷編寫劇本，潔西卡·蘭芝、荷莉·貝瑞、大衛·史崔森、小古巴·古丁和山繆·傑克森主演。馬克·艾沙姆為電影配樂作曲。
《生母養母的戰爭》由派拉蒙影業發行，1995年3月17日在美國上映。

## 演員
- 潔西卡·蘭芝飾演瑪格麗特·勒溫
- 荷莉·貝瑞飾演海拉·理查茲
- 大衛·史崔森飾演查爾斯·勒溫
- 小古巴·古丁飾演艾迪·休斯
- 山繆·傑克森飾演卡達爾·路易斯
- 戴西·伊根飾演漢娜·勒溫
- 雷吉娜·泰勒飾演格西
- 拉坦亞·理查德森飾演卡羅琳·瓊斯
- 迪安娜·杜纳根飾演戈德斯坦醫生

## 外部連結
- 互联网电影数据库（IMDb）上《生母養母的戰爭》的资料（英文）
- AllMovie上《生母養母的戰爭》的资料（英文）
- 爛番茄上《生母養母的戰爭》的資料（英文）
- Box Office Mojo上《生母養母的戰爭》的資料（英文）